# 유진 F. 클라크
유진 F. 클라크(Eugene F. Clark)는 미국 해군 정보 장교이다.

## 군 경력
제 2차 세계 대전과 한국 전쟁에 참전하였다.
인천 상륙 작전에 앞서 인천에 잠입한 한미 연합 첩보부대의 지휘관으로 유명하다.
미국 해군 유진 F. 클라크(Lieutenant Eugene F. Clarke) 대위가 지휘하고 계인주 대령, 연정 대위 등 국군 출신 장교 및 KLO부대원이 포함된 첩보부대가 9월 1일 영흥도에 잠입하여 영흥도를 주요 거점으로 인천 앞바다에 관한 정보를 수집, 도쿄의 맥아더 사령부로 타전하는 트루디 잭슨 작전(Operation Trudy Jackson)을 수행하였고 9월 15일 0시50분, 팔미도 등대의 불을 켰다.
한편 팔미도 등대 점등의 주체와 관련하여 첩보부대 지휘관 유진 F. 클라크 대위와 KLO부대원 최규백의 주장이 서로 달라 논란이 지속되고 있다.

## 같이 보기
- 트루디 잭슨 작전

## 참고 자료
- 유진 F. 클라크 회고록 - The Secrets of Inchon: The Untold Story of the Most Daring Covert Mission of the Korean War
- US Army Combinded Arms Center - Over the Beach US Army Amphibious Operations in the Korean War (pp. 172–174)